# Maldives
Maldives (/ˈmɔlˌdaɪvz/ hay /ˈmɔlˌdivz/, tiếng Dhivehi: ދިވެހިރާއްޖެ Dhivehi Raa'jey, phiên âm tiếng Việt thường dùng là "Man-đi-vơ" theo âm của tiếng Pháp), tên chính thức là Cộng hòa Maldives, là một đảo quốc ở Nam Á gồm nhóm các đảo san hô tại Ấn Độ Dương. Maldives nằm ở phía nam quần đảo Lakshadweep thuộc Ấn Độ, và cách khoảng 700 kilomet (435 mi) phía tây nam Sri Lanka. Hai mươi sáu đảo san hô của Maldives bao vòng quanh một lãnh thổ gồm 1.192 đảo nhỏ, khoảng hai trăm đảo trong số này có các cộng đồng địa phương sinh sống.
Cái tên "Maldives" xuất phát từ Maale Dhivehi Raajje ("Vương quốc đảo [dưới sự cai trị của] Malé")". Một số học giả tin rằng cái tên "Maldives" xuất phát từ từ maladvipa trong tiếng Phạn, có nghĩa "vòng đảo", hay từ mahila dvipa, có nghĩa "đảo của phụ nữ", những tên này không xuất hiện trong văn học Phạn cổ. Thay vào đó, các văn bản tiếng Phạn cổ có đề cập tới "Trăm nghìn hòn đảo" (Lakshadweep); một cái tên chung có thể không chỉ bao gồm Maldives, mà cả Laccadives và nhóm đảo Chagos. Một số lữ khách người Ả Rập thời Trung Cổ như Ibn Batuta đã gọi các đảo là "Mahal Dibiyat" từ từ Mahal ("cung điện") trong tiếng Ả Rập". Đây là cái tên hiện được viết trong cuộn giấy biểu tượng quốc gia của Maldives.
Các công dân là tín đồ Phật giáo, có thể từ thời Ashoka, ở thế kỷ thứ III trước Công Nguyên. Đạo Hồi được đưa vào năm 1153. Maldives sau đó rơi vào vùng ảnh hưởng của người Bồ Đào Nha (1558) và các đế chế trên biển của Hà Lan (1654). Và vào năm 1887 nó trở thành một vùng bảo hộ của Anh. Năm 1965, Maldives giành được độc lập từ Anh Quốc (ban đầu với cái tên "Quần đảo Maldives"), và vào năm 1968 chính thể Vương quốc Sultan được thay thế bằng một nền Cộng hòa. Tuy nhiên, trong ba mươi tám năm, Maldives chỉ có hai Tổng thống, dù những giới hạn chính trị đã được nới lỏng một chút gần đây.
Maldives là quốc gia ít dân nhất Châu Á. Đây cũng là quốc gia Hồi giáo đa số nhỏ nhất thế giới. Diện tích Quần đảo Maldives đang bị thu hẹp dần do biến đổi khí hậu.

## Lịch sử
Những cuộc nghiên cứu so sánh về khẩu ngữ truyền thống Maldives cho thấy khả năng những người định cư đầu tiên tại đây là người Dravidia đến từ các bờ biển gần nhất, có lẽ là những ngư dân từ những vùng biển phía tây nam Tiểu lục địa Ấn Độ và những bờ biển phía tây Sri Lanka. (Những người dân đầu tiên của Maldives phải tới đây từ nhiều thiên niên kỷ trước, vì không hề có một truyền thuyết thực sự liên quan tới việc định cư trên những hòn đảo.)

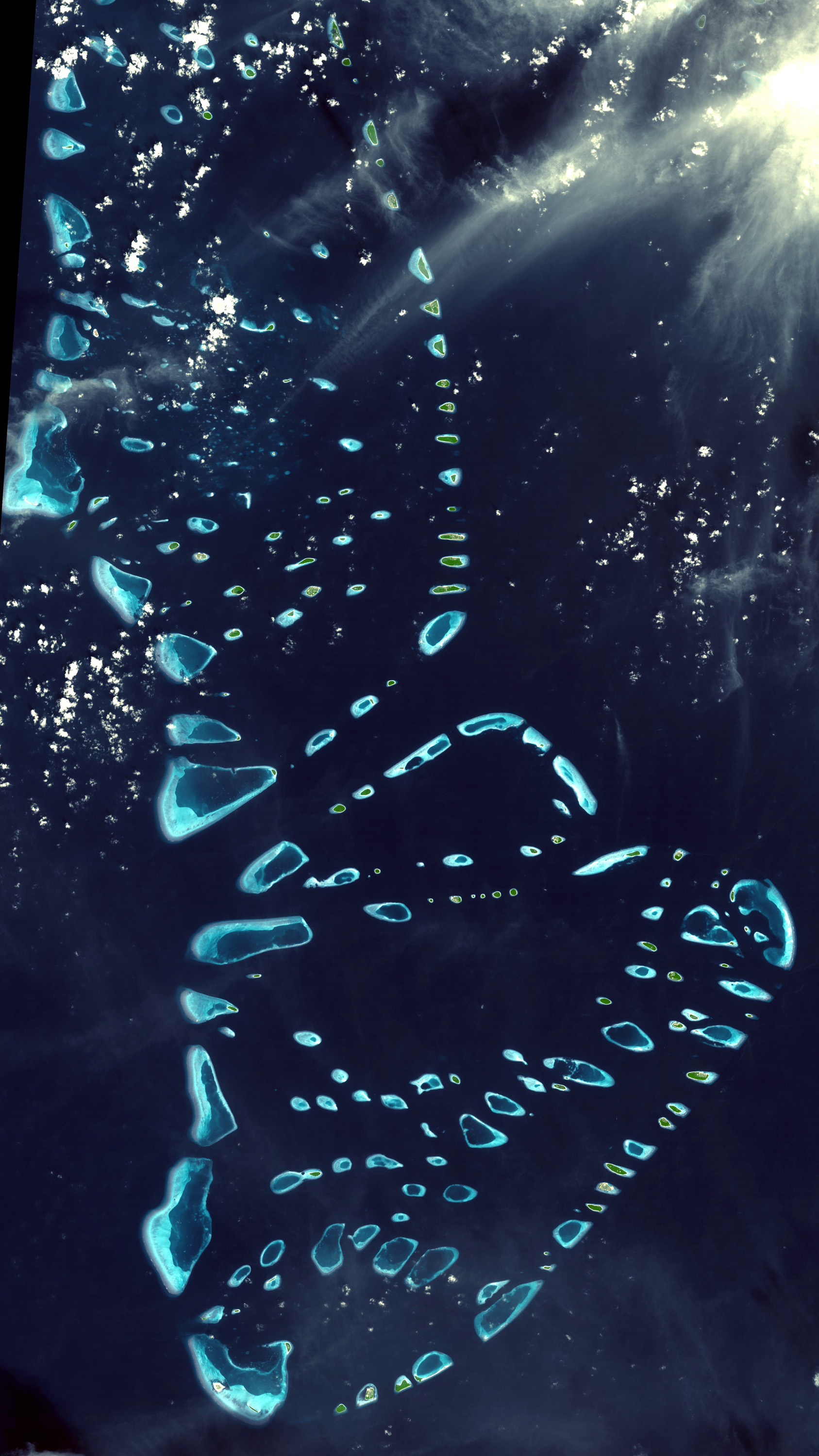
Maldives được tạo thành từ dãy 1192 đảo san hô nhỏ nằm gộp thành các cụm đảo san hô vòng

Phật giáo đã xuất hiện tại Maldives từ thời kỳ mở mang lãnh thổ của Hoàng đế Ashoka và trở thành tôn giáo chủ chốt của người dân Maldives cho tới tận thế kỷ thứ XII Công Nguyên.
Phương Tây quan tâm tới những tàn tích khảo cổ của những nền văn hóa thời kỳ sớm tại Maldives bắt đầu từ H.C.P. Bell, một vị uỷ viên hội đồng Anh thuộc Ceylon Civil Service. Bell bị đắm tàu dạt vào quần đảo năm 1879, và đã quay trở lại đây tìm hiểu các di tích Phật giáo cổ. Ông đã nghiên cứu những ụ đất cổ, được gọi là havitta hay ustubu (những tên này xuất phát từ từ chaitiya hay tháp) (tiếng Dhivehi: ހަވިއްތަ) trong tiếng Maldives, có mặt trên nhiều hòn đảo.
Dù Bell quả quyết rằng người Maldives cổ theo Phật giáo Nguyên Thủy, nhiều tàn tích khảo cổ học Phật giáo địa phương hiện còn ở Bảo tàng Malé thực tế lại là hình tượng Đại thừa và Vajrayana.
Theo truyền thuyết trong Văn học dân gian Maldives, một hoàng tử tên là Koimala từ Ấn Độ hay Sri Lanka đã tới Maldives từ miền Bắc (Ihavandhu) và trở thành vị vua đầu tiên từ Nhà Theemuge. Trước đó Maldives đã có dân cư sinh sống là những người có nguồn gốc Dravidian từ các bờ biển gần đó, như nhóm người hiện được gọi là Giravaaru họ cho rằng có tổ tiên là những người Tamil cổ. Dường như người Giraavaru không phải là những người duy nhất từng định cư tại Maldives. Điều quan trọng từ sự có mặt của họ bởi họ đã được đề cập tới trong truyền thuyết về sự thành lập thủ đô và đã từng xưng vương tại Malé. Người Giraavaru chỉ là một trong những cộng đồng sống tại đây từ trước khi có sự xuất hiện của Phật giáo và sự xuất hiện của Vương triều Bắc cũng như sự thành lập một chính thể tập trung cùng các định chế hành chính.
Các vị vua Maldives thời trước đã truyền bá Phật giáo và những văn bản cùng những thành tựu nghệ thuật đầu tiên của Maldives đã là những công trình kiến trúc và nghệ thuật điêu khắc phát triển cao từ thời kỳ đó. Việc cải sang Đạo Hồi đã được đề cập tới trong những chỉ dụ cổ được viết trên những tấm đĩa đồng từ cuối thế kỷ XII Công Nguyên. Cũng có một huyền thoại nổi tiếng trên hòn đảo về một vị thánh ngoại lai (Ba Tư hay Marốc theo từng phiên bản khác nhau) người đã chinh phục một con quỷ tên là Rannamaari.
Qua nhiều thế kỷ, hòn đảo này đã được nhiều người đặt chân tới và sự phát triển của nó đã bị ảnh hưởng từ các thủy thủ và các nhà buôn từ các nước thuộc vùng Biển Ả Rập và Vịnh Bengal. Cho tới những thời gian gần đây, những tên cướp biển Mappila từ Bờ biển Malabar – bang Kerala hiện nay ở Ấn Độ – đã luôn cướp phá quần đảo.
Dù được cai trị như một vương quốc Hồi giáo độc lập từ năm 1153 tới năm 1968, Maldives đã là vùng bảo hộ của Anh từ năm 1887 cho tới ngày 25 tháng 7 năm 1965. Năm 1953, đã có một nỗ lực sớm chết yểu nhằm thành lập một nền cộng hòa, nhưng cuối cùng chính thể vương quốc được tái lập. Năm 1959, để phản đối chủ nghĩa tập trung trung ương của Nasir, người dân trên ba hòn đảo xa nhất phía nam đã nổi lên chống chính phủ. Họ đã thành lập nước Cộng hòa Suvadive Thống nhất và bầu Abdullah Afeef lên làm tổng thống, lựa chọn Hithadhoo là thủ đô của nhà nước cộng hòa.
Sau khi giành được độc lập từ Anh năm 1965, chính thể vương quốc tiếp tục hoạt động trong ba năm tiếp theo dưới sự cai trị của Vua Muhammad Fareed. Ngày 11 tháng 11 năm 1968, vương triều bị xoá bỏ và thay thế bằng chính thể cộng hòa, dù đây là sự thay đổi địa phương không dẫn tới những thay đổi lớn khác trong các cơ cấu chính phủ. Tên chính thức của đất nước được đổi từ Quần đảo Maldive thành Maldives theo hướng cải cách. Du lịch bắt đầu phát triển trên quần đảo này trong khoảng năm năm sau đó, từ đầu thập niên 1970.
Tháng 11 năm 1988, một nhóm người Maldives do Mr. Lutfee lãnh đạo đã sử dụng một nhóm người Tamil vụ lợi từ Sri Lanka tiến hành một cuộc đảo chính lật đổ Tổng thống Gayyoom. Sau khi chính phủ Maldives lên tiếng yêu cầu được giúp đỡ, quân đội Ấn Độ đã can thiệp chống lại những kẻ hám lợi này nhằm tái lập quyền lực cho Gayyoom. Trong đêm ngày 3 tháng 11 năm 1988, Không quân Ấn Độ đã đưa một tiểu đoàn lính dù trực tiếp từ Agra vượt khoảng cách hơn 2.000 kilômét (1.240 dặm) tới Maldives. Lính dù Ấn Độ đổ bộ xuống Hulule và chiếm sân bay cũng như tái lập quyền lực chính phủ tại Malé trong vòng vài giờ. Chiến dịch ngắn, không đổ máu này được gọi là Chiến dịch Cactus, cũng có sự tham gia của Hải quân Ấn Độ.
Ngày 26 tháng 12 năm 2004, Maldives đã bị tàn phá bởi một trận sóng thần sau trận Động đất Ấn Độ Dương năm 2004. Chỉ chín hòn đảo thoát khỏi cơn sóng thần này, trong khi năm mươi bảy hòn đảo phải chịu những thiệt hại nghiêm trọng về cơ sở hạ tầng, mười bốn hòn đảo phải sơ tán hoàn toàn, và sáu hòn đảo thiệt hại một phần mười nhân mạng. Hai mươi mốt hòn đảo du lịch khác bị buộc phải đóng cửa vì những thiệt hại vật chất. Tổng thiệt hại ước tính hơn 400 triệu dollar hay khoảng 62% GDP. Tổng cộng 108 người, gồm cả sáu người nước ngoài, được thông báo đã thiệt mạng trong cơn sóng thần. Hiệu ứng phá hoại của những cơn sóng với những hòn đảo thấp bởi người dân ở đây không có những khu đất cao để có thể lên lánh nạn trước những cơn sóng dữ. Những con sóng cao nhất lên tới 14 feet.

## Kinh tế

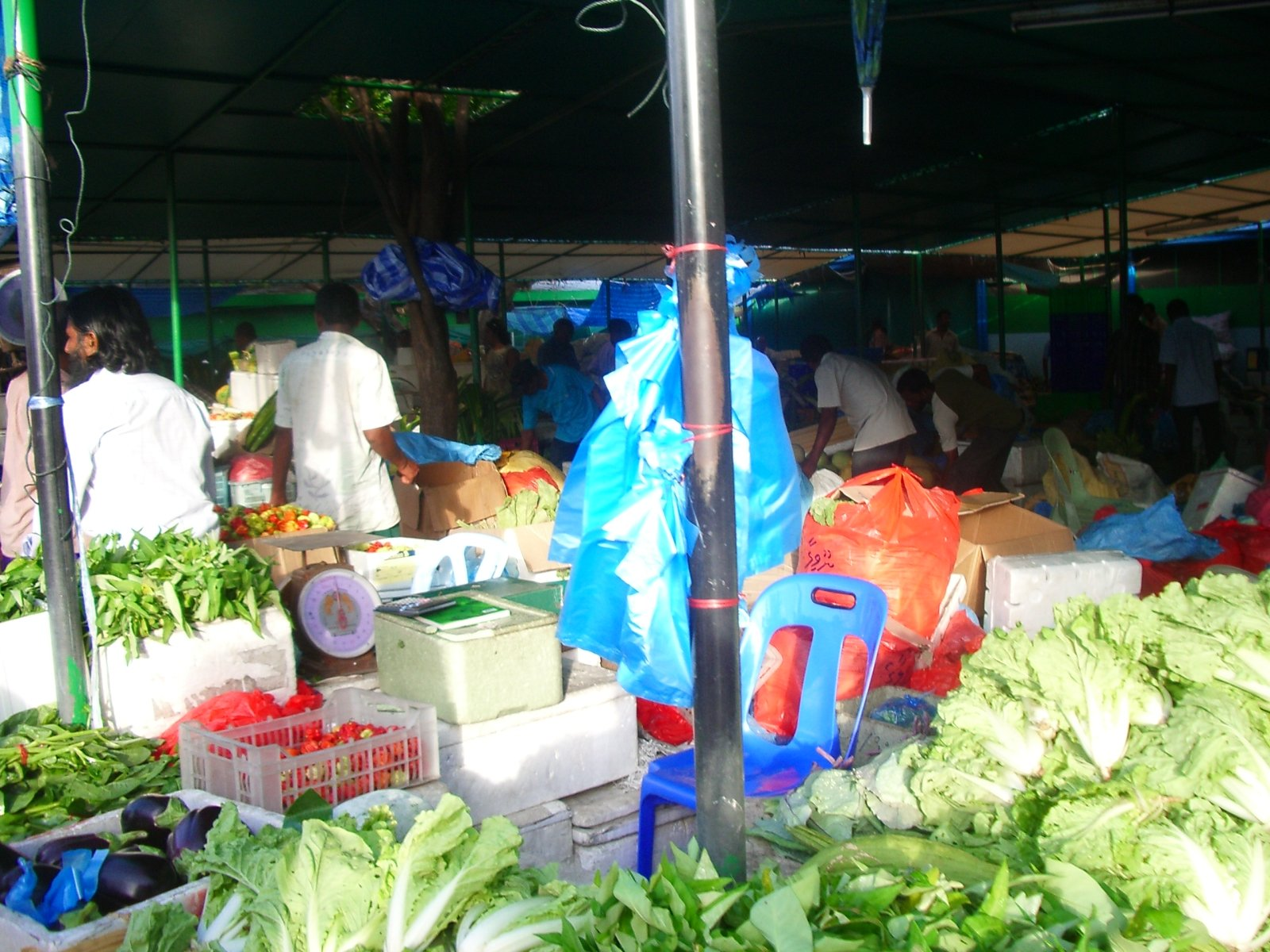
Khu chợ đặc trưng Maldives

Thời cổ Maldives nổi tiếng về tiền vỏ ốc, xơ dừa, cá ngừ khô (Cá Maldive), long diên hương (Maavaharu) và các sản phẩm coco de mer (Tavakkaashi). Những con tàu buôn trong nước và nước ngoài thường chất hàng tại Maldives và đưa chúng tới các bến cảng ở Ấn Độ Dương.
Ngày nay du lịch và đánh cá là hai yếu tố then chốt của nền kinh tế Maldives. Các lĩnh vực vận tải biển, ngân hàng và chế tạng đang phát triển ở tốc độ khá cao. Trong số các quốc gia Nam Á, Maldives có mức GDP trên đầu người đứng thứ hai ở mức 3.900 USD (số liệu năm 2002). Các đối tác thương mại chính gồm Ấn Độ, Sri Lanka, Thái Lan, Malaysia và Singapore.
Maldives có điều kiện địa lý độc đáo để phát triển mạnh ngành công nghiệp du lịch; tài nguyên biển (sinh vật biển và khoáng sản, hydrocarbon đáy biển). Mặt khác, nền kinh tế Maldives có nhiều hạn chế do nước này có nhiều đảo nhỏ, (chỉ một vài đảo rộng hơn 1 km² và cao hơn mặt biển 1.5–2 m); các đảo nằm rải rác, rất ít tài nguyên thiên nhiên đất (đa số là núi đá vôi thấp, rừng ít, một số đồi núi có thể trồng cao su, chè, cà phê), không có sông, nước ngọt hiếm, đồng bằng chiếm 5%, thích hợp trồng dừa, lúa, mía, rau.
Từ 1978, Maldives thi hành chiến lược phát triển kinh tế bền vững, chú trọng mở cửa kinh tế và đầu tư vào các ngành có khả năng cạnh tranh như đánh cá, du lịch, đóng tàu. Đồng Rufiyaa chuyển đổi tự do với các ngoại tệ. Nhờ đó, Maldives duy trì tốc độ phát triển cao ở khu vực, thu hút nhiều tài trợ nước ngoài để bù đắp cho thiếu hụt tài nguyên thiên nhiên để phát triển kinh tế. Ngành kinh tế lớn nhất là du lịch, chiến 20% GDP và hơn 60% trao đổi ngoại hối của Maldives. Hơn 90% thuế là các khoản thuế nhập khẩu và du lịch. Ngành lớn thứ hai là đánh cá. Nông nghiệp và chế tạo chiếm tỉ lệ nhỏ 5,6%. Ngành công nghiệp chủ yếu là sản xuất may mặc, đóng tàu thuyền, và thủ công mỹ nghệ chiếm 16,9% GDP.
Tính đến năm 2016, GDP trên đầu người của Maldives đạt 3.270 USD, đứng thứ 160 thế giới, đứng thứ 42 châu Á và đứng thứ 7 Nam Á.

### Đánh bắt hải sản

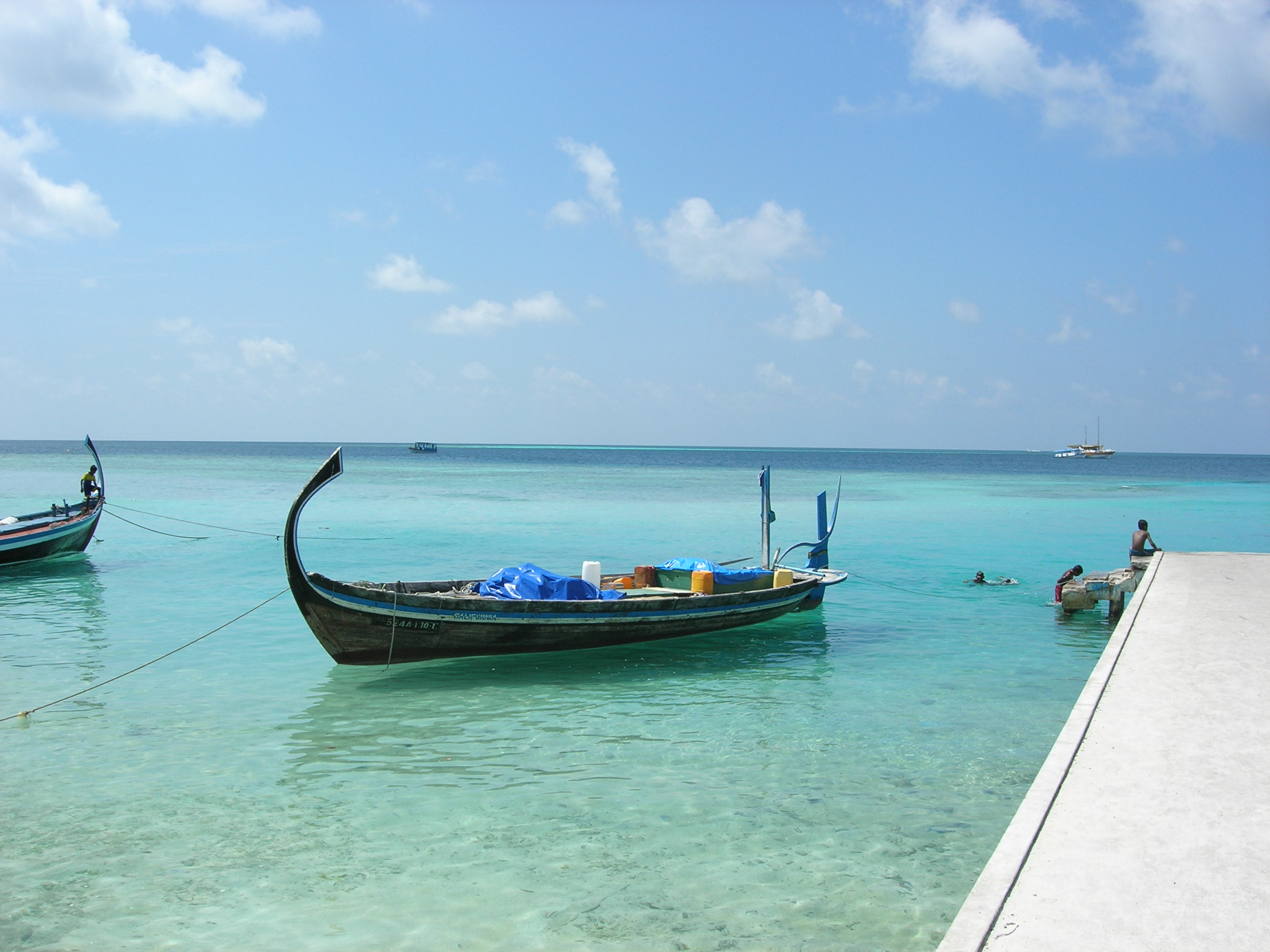
Một Dhoni không buồm tam giác.

Kinh tế Maldives phụ thuộc hoàn toàn vào đánh cá và các sản phẩm biển và du lịch từ nhiều thế kỷ nay. Đánh cá vẫn là nghề chính của người nhân và chính phủ ưu đãi đặc biệt cho sự phát triển lĩnh vực này.
Việc thương mại hóa con tàu đánh cá truyền thống được gọi là "Dhoni" năm 1974 là một cột mốc chính đánh dấu sự phát triển của công nghiệp đánh cá và nền kinh tế đất nước nói chung. Một nhà máy cá đóng hộp đã được xây dựng trên đảo Felivaru năm 1977, liên doanh với một công ty của Nhật Bản. Năm 1979, một Ban Tư vấn Đánh cá được thành lập với vai trò cố vấn cho chính phủ về chính sách cho sự phát triển của lĩnh vực đánh cá. Các chương trình phát triển nguồn nhân lực đã được bắt đầu từ đầu thập niên 1980, và việc giáo dục đánh cá đã được tích hợp vào trong chương trình giảng dạy của nhà trường. Các thiết bị kết hợp và trợ giúp hoa tiêu đã được thiết lập ở nhiều địa điểm chiến lược. Hơn nữa, việc khai trương Vùng kinh tế đặc biệt (EEZ) của Maldives dành cho ngành đánh cá càng làm tăng tốc độ phát triển của khu vực này. Ngày nay, đánh cá chiếm mười lăm phần trăm GDP và sử dụng khoảng ba mươi phần trăm nguồn nhân lực. Đây cũng là lĩnh vực mang lại nguồn ngoại tệ nước ngoài lớn thứ hai sau du lịch.

### Công nghiệp bông
Sự phát triển lĩnh vực du lịch đã khiến các ngành công nghiệp truyền thống của đất nước như dệt thảm, đồ gỗ sơn, đồ mỹ nghệ, và tết sợi giảm tầm quan trọng. 
Các ngành công nghiệp mới xuất hiện gồm in, sản xuất ống PVC, gạch, sửa chữa động cơ thủy, nước đóng chai, và dệt may.

## Chính trị

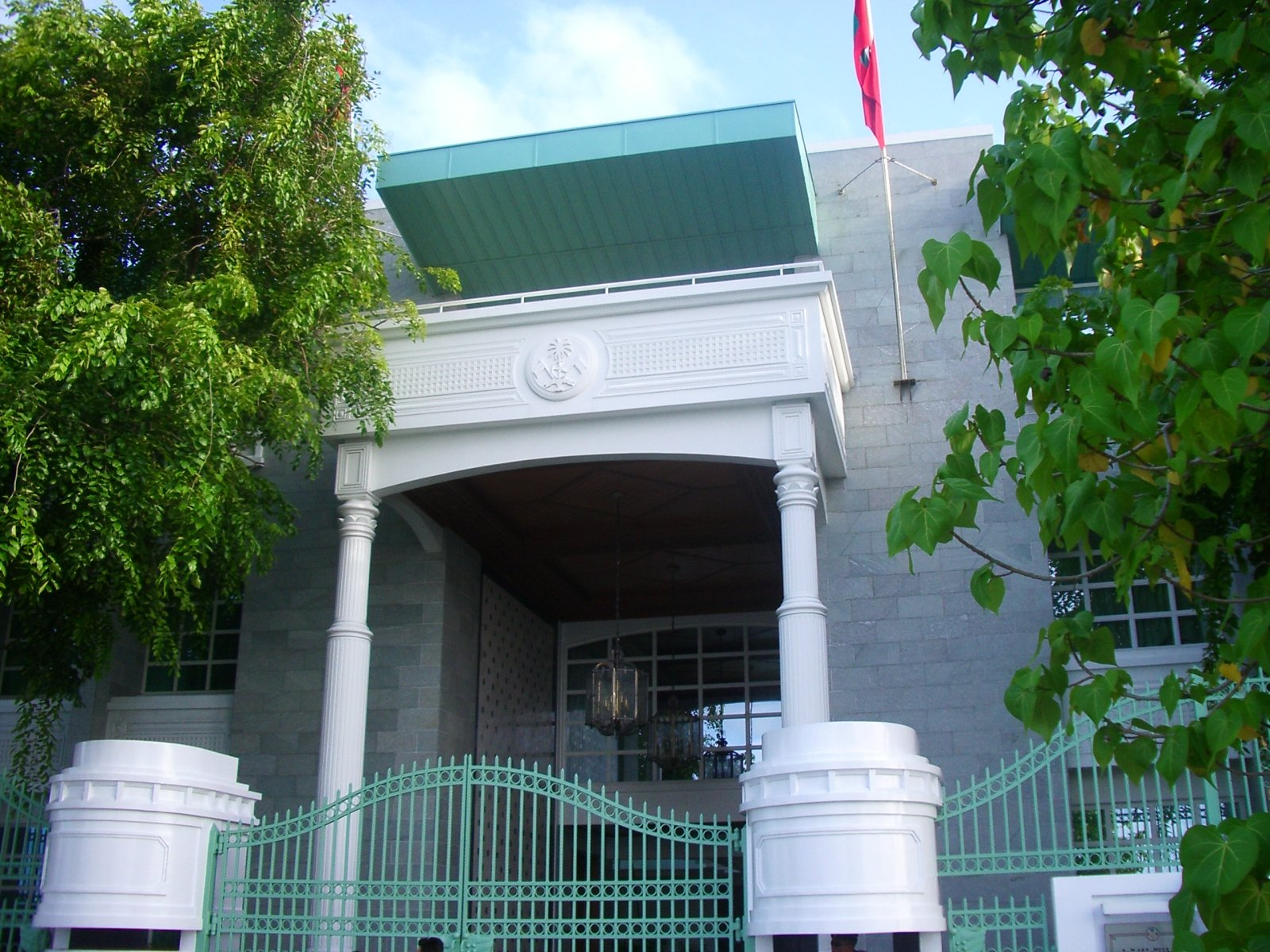
Văn phòng Tổng thống tại Malé

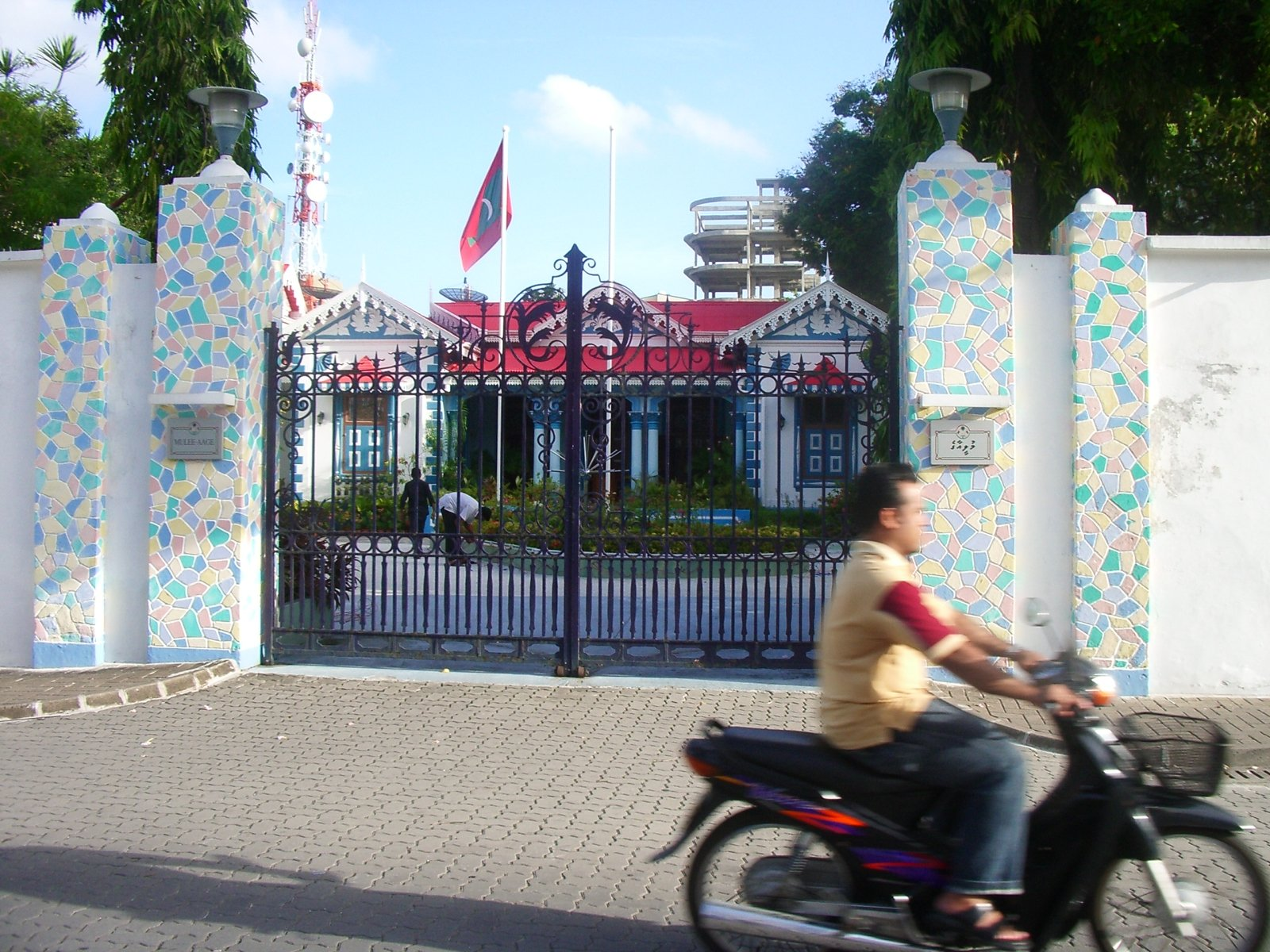
Muleeaage (Phủ Tổng thống Cũ tại Malé)

Chính trị Maldives hoạt động theo khuôn khổ một nền cộng hòa tổng thống, theo đó Tổng thống là người đứng đầu chính phủ. Tổng thống lãnh đạo nhánh hành pháp và chỉ định nội các. Tổng thống được Majlis (nghị viện) bỏ phiếu kín bầu ra với nhiệm kỳ năm năm, hành động này sẽ được xác nhận bởi một cuộc trưng cầu dân ý quốc gia.
Majlis lưỡng viện của Maldives gồm năm mươi thành viên với nhiệm kỳ năm năm. Hai thành viên từ mỗi hòn đảo được bầu trực tiếp theo phổ thông đầu phiếu. Tám thành viên do tổng thống chỉ định, đây là con đường chính để phụ nữ có thể tham gia nghị viện. Lần đầu tiên trong lịch sử quốc gia này có các đảng chính trị vào tháng 7 năm 2005, sáu tháng sau cuộc bầu cử nghị viện gần đây nhất. Gần ba mươi sáu thành viên của nghị viện hiện tại đã gia nhập Đảng Dhivehi Raiyyathunge (Đảng Nhân dân Maldives) và bầu Tổng thống Gayoom làm lãnh tụ của đảng. Mười hai thành viên nghị viện trở thành phe Đối lập và gia nhập Đảng Dân chủ Maldives. Hai thành viên khác không tham gia đảng phái. Tháng 3 năm 2006, Tổng thống Gayoom đã đưa ra lộ trình chi tiết cho một Chương trình Cải cách, hoạch định các mốc thời gian cho một Hiến pháp mời, và hiện đại hóa cơ cấu pháp lý. Theo lộ trình này, chính phủ đã đệ trình lên Nghị viện một bản thảo các biện pháp cải cách. Phần quan trọng nhất trong hoạt động pháp lý là việc Sửa đổi Đạo luật Ủy ban Nhân quyền, khiến cơ quan này tương hợp hoàn toàn với Các Nguyên tắc Paris.
Năm mươi thành viên nghị viện tham gia cùng một cơ quan gồm năm mươi người khác từ các thành viên lập pháp và Nội các để hình thành nên Hội đồng Hiến pháp, đây là một sáng kiến của Tổng thống nhằm đưa ra một hiến pháp dân chủ tự do hiện đại cho Maldives. Hội đồng đã bắt đầu hoạt động từ tháng 7 năm 2004, và đã bị rất nhiều người chỉ trích vì hoạt động chậm chạp. Chính phủ và phe Đối lập đã lên án lẫn nhau về những sự chậm trễ này, nhưng các nhà quan sát độc lập cho rằng sự chậm trễ là do các truyền thống còn yếu kém của nghị viện, các thành viên nghị viện ít có tính kỷ luật (không một đại biểu nào được bầu với tư cách đại diện cho một đảng), và những can thiệp liên miên vào quá trình này. Quá trình này đã bị chậm trễ vì sự cam kết của đảng chính trị đối lập chính, Đảng Dân chủ Maldives, sẽ hạ bệ Tổng thống Gayoom bằng hành động trực tiếp trước khi lộ trình cải cách được áp dụng, dẫn tới tình trạng bất ổn dân sự vào tháng 7-8 năm 2004, tháng 8 năm 2005 và một cuộc cách mạng sớm chết yểu vào tháng 11 năm 2006. Đáng chú ý, lãnh đạo của Đảng Dân chủ Maldives, Ibrahim Ismail (đại biểu đại diện cho khu vực bầu cử lớn nhất nước - Malé) đã từ bỏ chức vụ trong đảng vào tháng 4 năm 2005 sau khi thất bại sít sao trước Dr. Mohammed Waheed Hassan chỉ vài tháng trước đó. Cuối cùng ông rời Đảng Dân chủ Maldives vào tháng 11 năm 2006 để bày tỏ sự không khoan nhượng của ông đối với Ủy ban Hành pháp Quốc gia. Chính phủ đã yêu cầu sự có mặt của một Đặc phái viên Đặc biệt của Khối thịnh vượng chung là Tun Musa Hitam để thúc đẩy sự đối thoại giữa tất cả các đảng phái, và khi Đảng Dân chủ Maldives tẩy chay ông ta, yêu cầu sự tham gia của Cao uỷ Anh vào quá trình đối thoại. Quá trình sau đó của Westminster House đã mang lại một số tiến bộ nhưng đã bị huỷ bỏ khi Đảng Dân chủ Maldives kêu gọi cuộc cách mạng tháng 11.
Lộ trình quy định thời hạn cuối cùng ngày 31 tháng 5 năm 2007 cho Hội đồng kết thúc công việc của mình và dọn đường cho một cuộc bầu cử đa đảng phái đầu tiên trong nước vào tháng 10 năm 2008.
Ngày 19 tháng 6 năm 2006, Hội đồng đã bỏ phiếu thông qua việc tổ chức một cuộc trưng cầu dân ý nhằm quyết định hình thức của chính phủ theo hiến pháp mới.
Cơ cấu chính trị của Maldives về thực tế đã không thay đổi trong hàng thế kỷ. Dù đã có sự chuyển dời từ chế độ Quân chủ sang Cộng hòa, cơ cấu chính trị hiện tại cho thấy sự tiếp nối rõ ràng giữa quá khứ quân chủ theo đó quyền lực được phân chia giữa một số ít các gia đình ở tầng lớp cao nhất của cơ cấu xã hội. Ở một số hòn đảo, các văn phòng luôn thuộc về một gia đình trong nhiều thế hệ. Làng xã được cai quản bởi một nhân viên hành chính được gọi là Katību, người này đóng vai trò thủ lĩnh hành pháp trên hòn đảo. Trên Katībus của tất cả các hòn đảo là Atholhu Veriyaa (Chúa đảo). Quyền lực của các vị lãnh chúa địa phương này rất giới hạn và họ cũng có ít trách nhiệm. Họ được huấn luyện để thông báo với chính phủ về tình hình trên các hòn đảo của mình và đơn giản chờ đợi các huấn lệnh từ cơ quan quyền lực trung ương rồi tuân thủ chúng.
Chính thể Cộng hoà.
- Thể chế
- Hiến pháp thông qua tháng 1 năm 1998.
- Hệ thống Hành pháp: Tổng thống vừa là Nguyên thủ quốc gia vừa đứng đầu chính phủ. Tổng thống do Quốc hội bầu với nhiệm kỳ 5 năm. Tổng thống đầu tiên là Amir Ibrahim Nasir (1968-1978). Tháng 10 năm 2008, Tổng thống Mohamed Nasheed lên nhậm chức. Những thách thức tổng thống phải đối mặt bao gồm tăng cường dân chủ, đấu tranh chống đói nghèo và lạm dụng ma túy. Các quan chức Maldives đã tham gia các cuộc đàm phán quốc tế về biến đổi khí hậu do độ cao thấp tại các đảo và các mối đe dọa do mực nước biển dâng.
- Quốc hội (Majlis) gồm 50 ghế; 42 ghế dân bầu, 8 ghế Tổng thống đề cử với nhiệm kỳ 5 năm, (cuộc bầu cử tới được tổ chức vào năm 2010).

Các đảng chính trị
Các đảng phái mới được cho phép đăng ký hoạt động từ tháng 6 năm 2005, bao gồm:
- Đảng Nhân dân Maldives (Dhivehi Rayyithunge Party - DRP), đảng cầm quyền hiện nay.
- Đảng Dân chủ Maldives (Maldivian Democratic Party – MDP): đảng đối lập lớn nhất hiện nay.
- Đảng Công lý (Adhaalath Party - AP)
- Đảng Dân chủ Hồi giáo (Islamic Democratic Party – IDP)

### Đối ngoại
Maldives theo đuổi chính sách đối ngoại hoà bình, không liên kết, phát triển quan hệ hữu nghị với tất cả các nước.
Maldives là thành viên Liên Hợp Quốc, Phong trào không liên kết, WTO, Tổ chức Hội nghị Hồi giáo, SAARC và nhiều tổ chức quốc tế và khu vực khác.
Maldives duy trì quan hệ thân thiện với các nước trong khu vực Nam Á, tích cực thúc đẩy hợp tác SAARC.
Gần đây, Tổng thống Gayoom tích cực mở rộng hợp tác với bên ngoài để nâng cao vị thế đất nước và thu hút viện trợ và vốn, đẩy mạnh quan hệ với một số nước lớn như Mỹ, Nhật Bản, Trung Quốc, củng cố và tăng cường quan hệ với các nước Hồi giáo Ả Rập, tích cực tham gia các diễn đàn quốc tế như Liên Hợp Quốc...

## Toà án
Al Ustaz Mohamed Rasheed Ibrahim từ Fuvahmulah là lãnh đạo hiện tại của ngành tư pháp Maldives. Tất cả thẩm phán tại Maldives được tổng thống chỉ định. Luật Hồi giáo là căn bản cho mọi quyết định tư pháp.
Maldives, với sự hợp tác của Chương trình Phát triển Liên hiệp quốc(UNDP), đã tiến hành soạn thảo bộ luật hình sự Hồi giáo đầu tiên trên thế giới. Dự án này sẽ tiêu chuẩn hóa quá trình xét xử hình sự tại tiểu quốc này trở thành một trong những bộ luật hình sự hiện đại toàn diện nhất trên thế giới. Bộ luật đã được soạn thảo và đang chờ được nghị viện thông qua.

### Maldives và Hội đồng Ấn Độ Dương

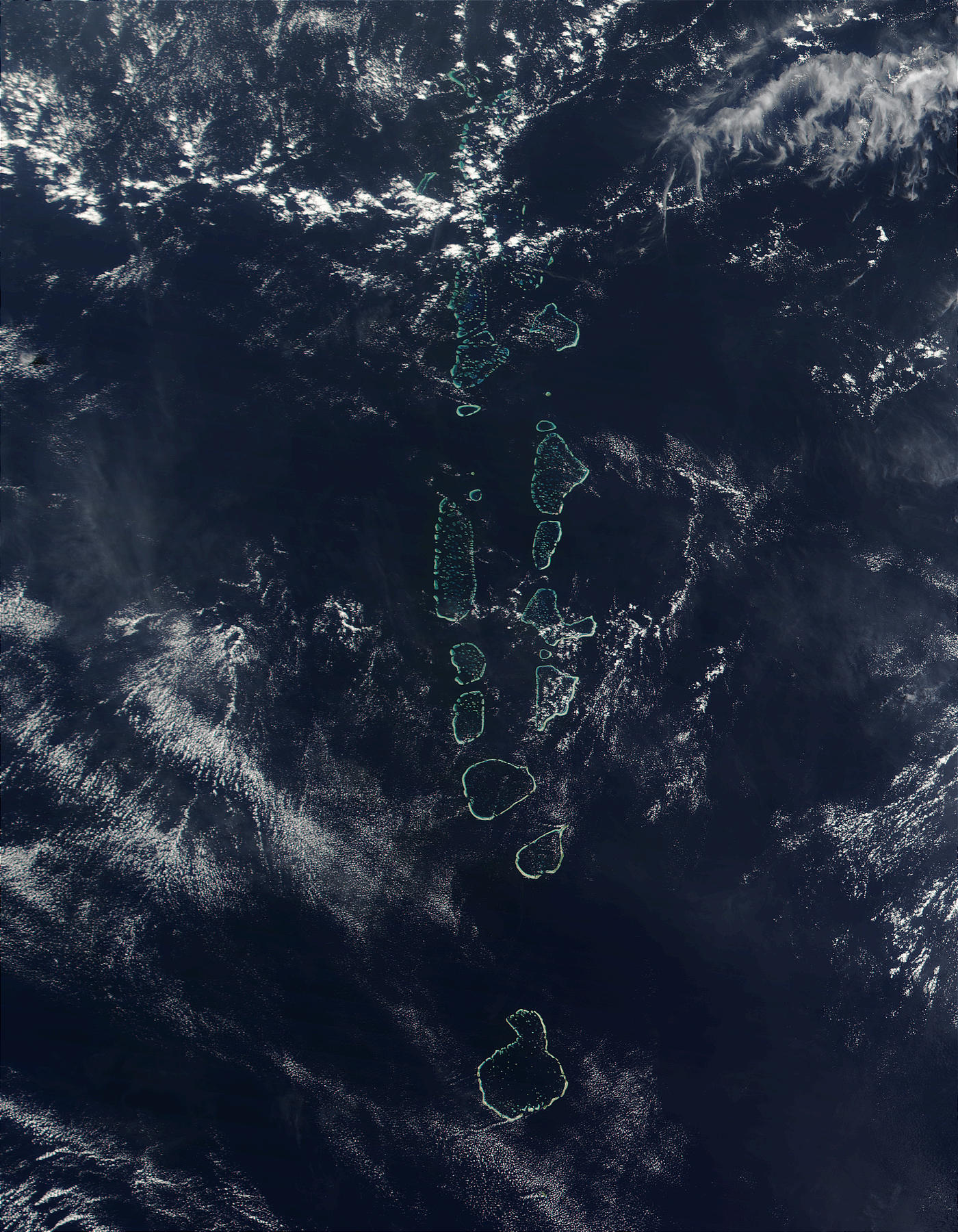
Hình vệ tinh về Maldives của NASA. Lưu ý Đảo san hô phía cực nam Maldives, Addu Atoll, không thấy được trên hình.

Từ năm 1996, Maldives đã trở thành quan sát viên chính thức của Hội đồng Ấn Độ Dương. Từ năm 2002, Maldives đã thể hiện mong muốn được làm việc trong Hội đồng nhưng vẫn chưa đề nghị được cấp quy chế thành viên. Sự quan tâm của Maldives liên quan tới thực tế đây là một đảo quốc nhỏ, đặc biệt trong mối quan hệ với những vấn đề như phát triển kinh tế và bảo vệ môi trường, và mong muốn của họ có được mối quan hệ thân thiết với Pháp, một yếu tố quan trọng trong vùng IOC. Maldives là thành viên sáng lập của Hiệp hội Hợp tác cấp Vùng Nam Á, SAARC, và cựu thành viên bảo hộ của Anh Quốc, đã gia nhập Khối thịnh vượng chung năm 1982, khoảng 17 năm sau khi giành được độc lập từ Anh. Maldives có những mối quan hệ thân thiết với Seychelles và Mauritius, giống như Maldives đây cũng là các thành viên của Khối thịnh vượng chung. Maldives và Comoros đều là những thành viên của Tổ chức Hội nghị Hồi giáo. Maldives đã từ chối tham gia vào bất kỳ cuộc đàm phán nào với Mauritius việc phân chia ranh giới trên biển giữa Maldives và Lãnh thổ Hải ngoại Ấn Độ Anh, cho rằng theo luật pháp quốc tế, chủ quyền của Quần đảo Chagos thuộc Anh Quốc, và họ đã bắt đầu đàm phán với quốc gia này từ năm 1991.

## Phân chia hành chính
Maldives có hai mươi sáu đảo san hô tự nhiên, được chia thành hai mươi mốt khu vực hành chính (hai mươi đảo san hô hành chính và thành phố Malé). 
Ngoài một cái tên, mỗi khu vực hành chính được xác định bởi những con chữ mã của Maldives, như "Haa Alif" cho Thiladhunmati Uthuruburi (Thiladhunmathi Bắc); và bằng một chữ mã Latinh.
Chữ đầu tiên tương ứng với tên địa lý của Maldives cho đảo san hô. Chữ thứ hai là một mã thích hợp. Nó được sử dụng nhằm làm cho việc liên lạc viễn thông giữa các đảo san hô và cơ quan hành chính trung ương dễ dàng hơn. Bởi có một số đảo ở những đảo san hô có tên giống nhau, vì mục đích hành chính mã này sẽ được nhắc tới ở phía trước tên đảo, ví dụ: Baa Funadhoo, Kaafu Funadhoo, Gaafu-Alifu Funadhoo. Bởi đa số đảo san hô đều có cái tên địa lý rất dài, nó cũng được dùng bất cứ khi nào người ta muốn có một cái tên ngắn hơn, ví dụ trong những cái tên website của đảo san hô.
Việc đặt tên mã khiến những người nước ngoài gặp nhiều khó khăn, bởi họ không hiểu mục đích sử dụng của những cái tên đó và đã quên mất tên thực bằng tiếng Maldives trong những cuốn sách du lịch. Người Maldives có thể sử dụng tên chữ mã trong giao tiếp hàng ngày, nhưng trong các văn bản địa lý, lịch sử hay văn hóa quan trọng, cái tên thực luôn được nhắc tới đầu tiên. Chữ tên mã tiếng Latinh thông thường được dùng trên những bảng tên tàu. Chữ đại diện cho đảo san hô và tên cho hòn đảo.
Mỗi đảo san hô nằm dưới quyền quản lý của một Chúa đảo (Atholhu Veriyaa) do Tổng thống chỉ định. Bộ Quản lý Đảo san hô và các Văn phòng Miền bắc và Miền nam, Các Văn phòng Đảo san hô và Các Văn phòng Đảo chịu trách nhiệm trước Tổng thống về việc Quản lý Các Đảo San hô. Lãnh đạo hành chính của mỗi đảo là Đảo trưởng (Katheeb), do Tổng thống chỉ định. Đảo trưởng thuộc quyền quản lý của Chúa đảo.
Việc sử dụng những cái tên mã chữ đã là nguyên nhân gây ra nhiều sự hiểu lầm và lẫn lộn, đặc biệt với người nước ngoài. Nhiều người đã cho rằng chữ tên mã hành chính của đảo san hô là tên mới của nó và đã thay thế cho tên địa lý. Trong trường hợp như thế rất khó để biết cái tên thực được sử dụng là tên nào.

## Địa lý

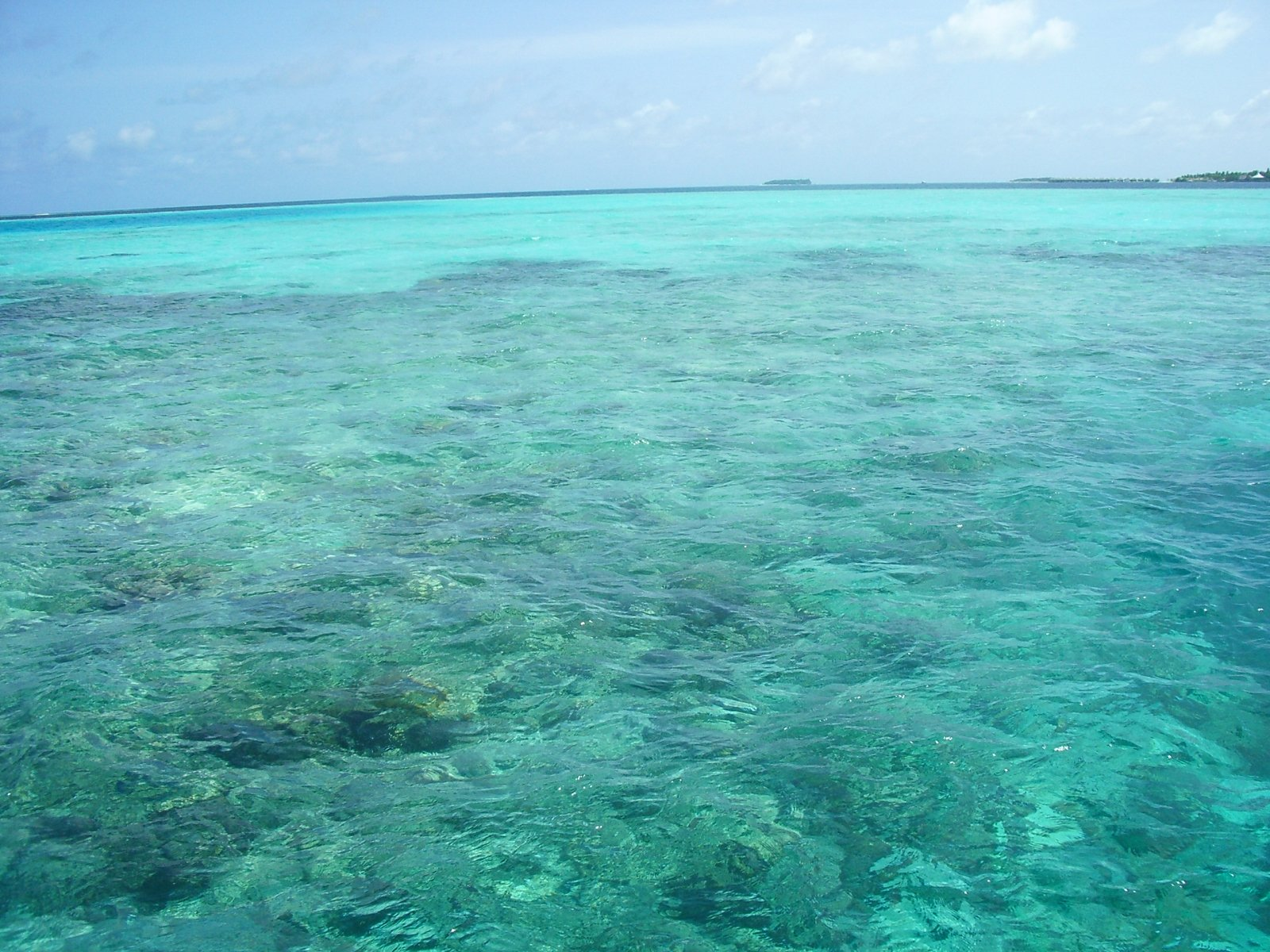
Dãy đá ngầm Maldives

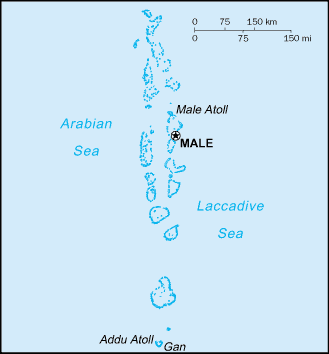

Maldives giữ kỷ lục là quốc gia phẳng nhất thế giới, với độ cao trung bình tự nhiên của lãnh thổ chỉ là 2.3 m (7½ ft), dù ở những nơi có các công trình dây dựng mức này cao hơn vài mét. Trong thế kỷ qua, mực nước biển đã tăng khoảng hai mươi centimét (8 in). Đại dương dường như đang tiếp tục tăng cao và điều này đe doạ sự tồn tại của Maldives.
Các biểu đồ biển chính xác đầu tiên của nhóm phức hợp các đảo san hô trên Ấn Độ Dương là British Admiralty Charts. Năm 1834-36 Thuyền trưởng Robert Moresby, với sự hỗ trợ của Trung uý Christopher và Young, đã tiến hành việc lập bản đồ đầy khó khăn cho Quần đảo Maldives. Các biểu đồ có được đã được in thành ba bản đồ lớn riêng biệt bởi Hydrographic Service của Hải quân Hoàng gia.
Một trận sóng thần tại Ấn Độ Dương đã gây ra một trận Động đất Ấn Độ Dương năm 2004 khiến nhiều vùng của Maldives bị tràn ngập làm nhiều người mất nhà cửa. Sau thảm hoạ, những nhà bản đồ học đang có dự án vẽ lại các bản đồ quần đảo sau những sự thay đổi do cơn sóng thần.

## Nhân khẩu

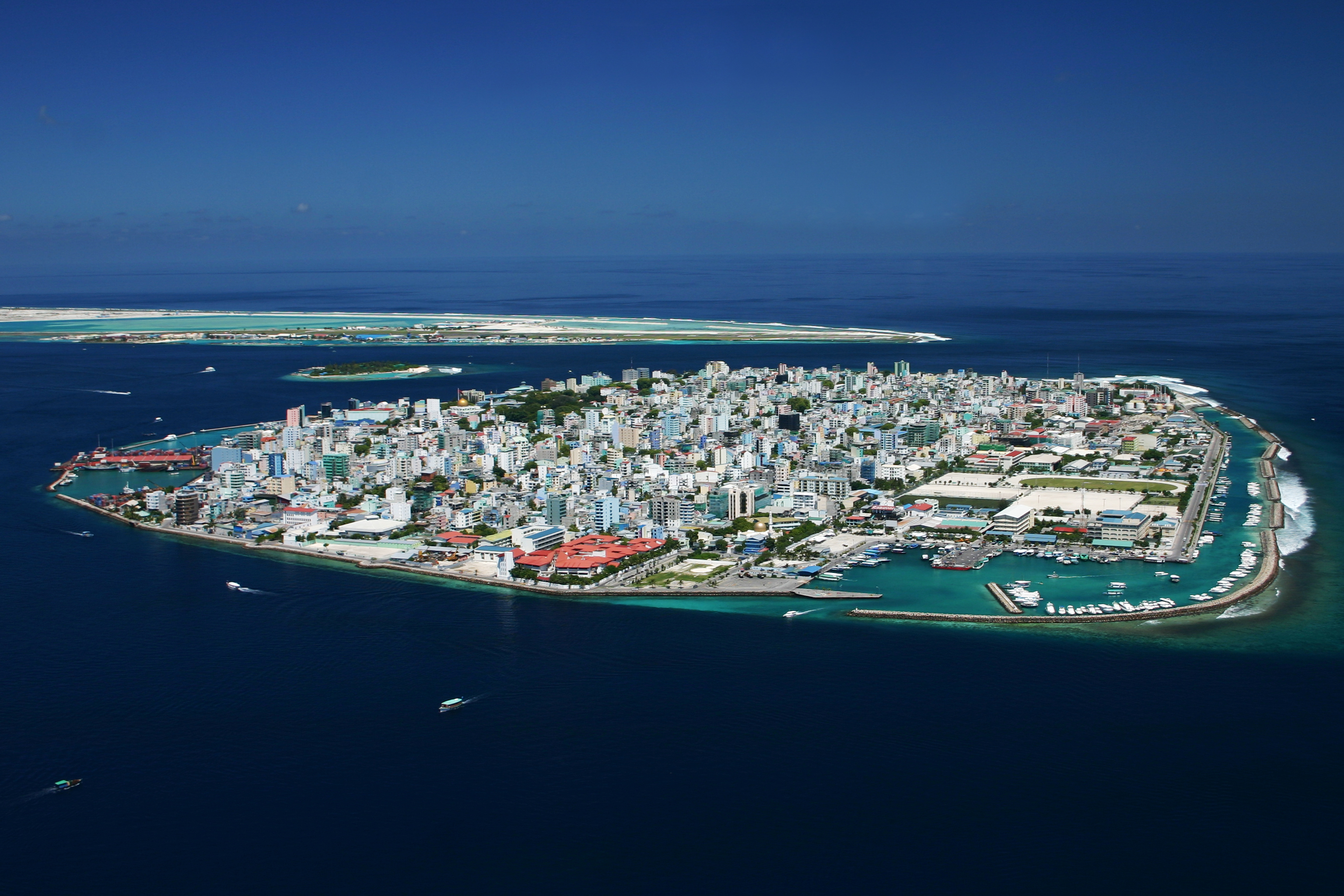
Malé, thủ đô của Maldives.

Bản sắc dân tộc Maldives là sự pha trộn giữa các nền văn hóa phản ánh sự có mặt của các dân tộc trên quần đảo này, được tăng cường thêm bởi tôn giáo và ngôn ngữ. Những người định cư sớm nhất có thể tới từ miền nam Ấn Độ và Sri Lanka.
Một số sự phân tầng xã hội tồn tại trên quần đảo. Sự phân tầng này không khắt khe bởi thứ bậc xã hội được dựa trên nhiều yếu tố, gồm cả nghề nghiệp, tài sản, đức hạnh Hồi giáo, các mối quan hệ gia đình. Theo truyền thống, thay vì một hệ thống đẳng cấp phức tạp, như kiểu Vedic, chỉ có một sự phân biệt đơn giản giữa quý tộc (bēfulhu) và người dân thường Maldives. Các thành viên của xã hội thượng lưu tập trung tại Malé. Ngoài ngành công nghiệp dịch vụ, đây là nơi duy nhất người nước ngoài và người bản địa dường như có sự tương tác với nhau. Các khu du lịch không nằm trên những hòn đảo có dân bản địa sinh sống, và những liên hệ không thường xuyên giữa hai nhóm không được khuyến khích.
Một cuộc điều tra dân số từ năm 1905, cho thấy dân số nước này vào khoảng 100.000 trong vòng 70 năm đầu tiên của thế kỷ trước. Sau khi giành được độc lập năm 1965, tình trạng sức khỏe của dân cư đã được cải thiện nhiều nên dân số đã tăng gấp đôi vào năm 1978, và tỷ lệ tăng trưởng dân số lên tới cực điểm ở mức 3.4% năm 1985. Ở thời điểm năm 2005, dân số đã lên tới 300.000, dù cuộc điều tra dân số năm 2000 cho thấy tỷ lệ tăng trưởng dân số đã sụt xuống còn 1.9%. Tuổi thọ trung bình ở mức 46 tuổi năm 1978, hiện đã tăng lên 72 tuổi. Tỷ lệ tử vong trẻ em đã sụt từ 127 trên 1000 năm 1977 còn 12 ngày nay, và tỷ lệ biết chữ ở người lớn đạt 99%. Số người tới trường đạt ở mức cao trên 90%.
Maldives là một trong những nước có tỷ lệ sinh cao nhất thế giới. Kết quả nhiều hòn đảo đã phải đối mặt với nạn dân đông và nhiều nơi toàn là nhà ở. Vì thế nước này đang ngày càng mất khả năng tự cung tự cấp.
Tới tháng 7 năm 2006, hơn 50.000 người nước ngoài đang sống và làm việc tại đây. Họ chủ yếu là những người tới từ những đất nước Nam Á gần đó như Ấn Độ, Sri Lanka, Bangladesh và Nepal.

## Ngôn ngữ và văn hóa
Văn hóa Maldives xuất xứ từ một số nguồn, quan trọng nhất là những nét tương đồng của nó với các nền văn hóa ven các bờ biển Sri Lanka và nam Ấn Độ. Vì thế, theo quan điểm nhân loại học, dân cư chủ yếu là sự lai tạp Indo-Aryan, Dravidian và Semitic.
Ngôn ngữ chính thức và phổ thông là Dhivehi, một ngôn ngữ Indo-European có một số điểm tương đồng với Elu, ngôn ngữ Sinhalese cổ. Ký tự viết hiện nay được gọi là Thaana và được viết từ phải sang trái. Tiếng Anh được sử dụng rộng rãi trong thương mại và dần trở thành một ngôn ngữ trung gian trong giảng dạy tại các trường học của chính phủ.
Ngôn ngữ có nguồn gốc Ấn-Iran Sanskritic, cho thấy một ảnh hưởng muộn từ phía bắc tiểu lục địa. Theo các truyền thuyết, triều đại vua cai trị vùng đất này trong quá khứ có nguồn gốc tại đó.
Có lẽ những vị vua cổ đại đó đã đưa Phật giáo tới từ tiểu lục địa, nhưng các truyền thuyết Maldives không giải thích rõ việc này. Tại Sri Lanka cũng có những truyền thuyết tương đồng, tuy nhiên có lẽ các vương triều Maldives cổ và Phật giáo đều có từ hòn đảo đó bởi không một biên niên sử nào của Sri Lanka đề cập tới Maldives. Có lẽ các biên niên sử cổ của Sri Lanka đã phải đề cập tới Maldives nếu một nhánh vương triều của họ đã mở rộng tới Quần đảo Maldives.
Sau giai đoạn lịch sử Phật giáo dài lâu  Lưu trữ ngày 15 tháng 3 năm 2008 tại Wayback Machine, người dân Maldives đã cải theo phái Hồi giáo Sunni vào giữa thế kỷ XII. Hồi giáo là tôn giáo chính thức của toàn bộ dân cư, vì các công dân bị buộc phải gia nhập đạo này.
Từ thế kỷ XII Công Nguyên cũng có những ảnh hưởng tới từ Ả Rập trong cả ngôn ngữ và văn hóa Maldives bởi sự cải đạo sang Đạo Hồi trong thế kỷ này, và vị trí gần gũi của nó trên ngã tư đường miền trung Ấn Độ Dương.
Trong văn hóa của hòn đảo có một số yếu tố có nguồn gốc Châu Phi cũng như từ các nô lệ được gia đình hoàng gia và các quý tộc đưa về sau những chuyến hành hương tới Ả Rập trong quá khứ. Có những hòn đảo như Feridhu và Maalhos tại Bắc Đảo san hô Ari, và Goidhu tại Nam Đảo san hô Maalhosmadulhu nơi nhiều dân cư có nguồn gốc từ các nô lệ châu Phi đã được giải phóng.

## Du lịch

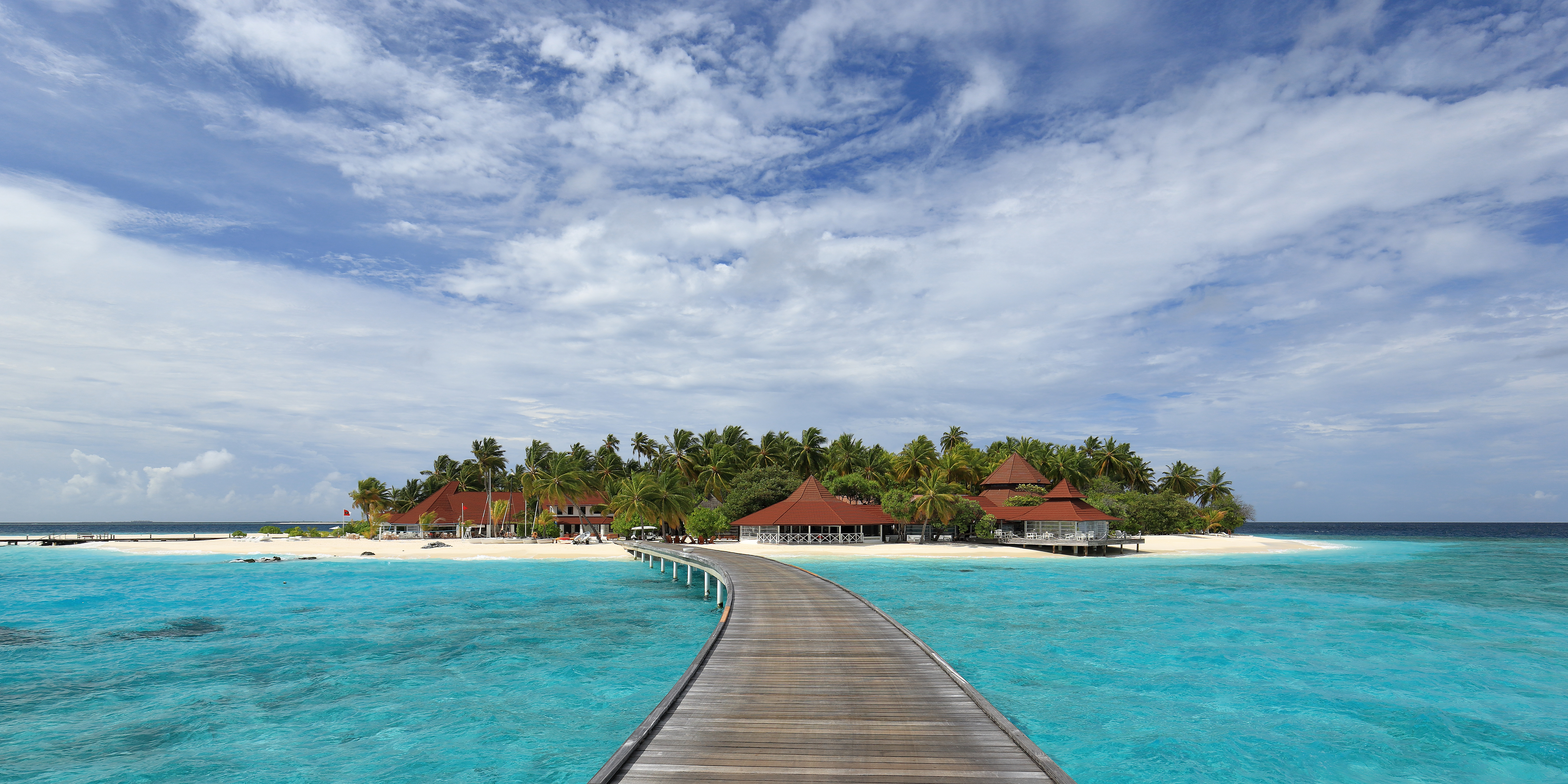
Thudufushi, trước đây là một trong những hòn đảo không có người ở thuộc quần đảo Maldives, được phát triển thành một khu nghỉ mát 4 sao từ năm 1990

Sự phát triển du lịch đã tạo điều kiện thuận lợi cho sự phát triển tổng thể nền kinh tế đất nước. Ngành này đã giúp việc sử dụng trực tiếp và gián tiếp nguồn nhân lực cũng như tạo ra các cơ hội thu nhập trong những ngành công nghiệp liên quan khác. Ngày nay, du lịch là nguồn thu ngoại tệ lớn nhất cho đất nước, đóng góp 20% GDP. Với tám mươi bảy khu du lịch đang hoạt động, năm 2006 467.154 du khách đã tới đây.

## Tôn giáo
| Tôn giáo tại Maldives (2010) | Tôn giáo tại Maldives (2010) | Tôn giáo tại Maldives (2010) | Tôn giáo tại Maldives (2010) | Tôn giáo tại Maldives (2010) |
| ---------------------------- | ---------------------------- | ---------------------------- | ---------------------------- | ---------------------------- |
|                              |                              |                              |                              |                              |
| Hồi giáo                     | Hồi giáo                     |                              | 98.4%                        | 98.4%                        |
| Khác                         | Khác                         |                              | 1.6%                         | 1.6%                         |

Trong một thời gian dài của giai đoạn lịch sử Maldives, Phật giáo được xem là quốc giáo. Đến thế kỷ XII các thương nhân Hồi giáo đã mang đến nước này Hồi giáo Sunni. Maldives cải sang đạo Hồi giữa thế kỷ XII. Hiện nay Hồi giáo Sunni là tôn giáo chính thức của toàn dân, việc tuân thủ nó là điều bắt buộc với công dân.